# Léger tremblement du paysage
Pour plus de détails, voir Fiche technique et Distribution.
Léger tremblement du paysage est un film français réalisé par Philippe Fernandez, sorti en 2008.

## Synopsis
Une petite communauté humaine vivant sans histoire quelque part aux premiers temps de la conquête spatiale, confrontée à la chute d'une météorite qui bousculera la vision de chacun sur le cours des choses.

## Fiche technique
Source principale de la fiche technique
- Titre : Léger tremblement du paysage
- Réalisation : Philippe Fernandez
- Scénario : Philippe Fernandez
- Direction artistique :
- Musique : Philippe Fernandez, Plimplim et Christian Vialard
- Décors : Philippe Fernandez et Pierre Coudeneau
- Costumes : Philippe Fernandez[réf. nécessaire]
- Photographie : Fred Mousson
- Son : Régis Ramadour, Philippe Deschamps
- Montage : Philippe Fernandez
- Production : Virginie Bonneau et Benoît Saison
- Société de production : Ostinato Production
- Distribution :  France : Contre Allée Distribution[2]
- Budget : 200 000 €
- Pays :  France
- Format : couleur - Format 35 mm[3]
- Genre : fable philosophique[4], film expérimental[5]
- Durée : 85 minutes
- Dates de sortie :
  - France : 21 mai 2008 (Festival de Cannes)
  - France : 26 août 2009
  - Belgique :
  - Suisse romande :

## Distribution
- Bernard Blancan : le pilote
- Michel Théboeuf : le peintre
- Anatole Vialard : l'enfant blond
- Corentin Chapa : l'enfant brun
- Carine Bouquillon : le modèle
- Chantal Quillec : la chercheuse
- Toto Nobo : le savant
- Pierre Coudeneau : le mécanicien

## Critiques
- « L'angle et la matière, l'art et la manière, les lois de la gravité et celles de la furieuse envie d'exploser de rire.(...) Peut-être avec Les Herbes folles de Resnais la plus belle idée de comédie inventée en France depuis longtemps, (...) véritable météorite projeté sur ses spectateurs, avec la confiance souriante et exigeante que le léger tremblement qui en résulte déclenche rires et pensées. » Jean-Michel Frodon, Les Cahiers du cinéma.

- « Léger tremblement du paysage montre ce qu'il y a d'inépuisable, pour un cinéaste, dans la tâche d'interroger les formes autour desquelles ou avec lesquelles le monde s'organise et qui, selon l'environnement dans lequel nous les posons, peuvent sembler dire telle ou telle chose. Le complexe d'interprétations où nous voulons les comprendre ne retire rien de leur mystère, et sans doute est-ce le propos fondamental de Philippe Fernandez que de le rappeler. Ce souci des formes n'est pas simplement théorique. Il est soutenu par une cohérence et une patience plastiques remarquables. » Rodolphe Olcèse, Bref[6].

- « Décalé, original, absurde, autant de qualificatifs qui conviendraient pour décrire l’insolite Léger tremblement du paysage (...) il est essentiellement question d’expérimentation, d’audace, de questionnements tout au long de ce singulier long-métrage. » Marine Bénézech, avoir-alire.com[7]

- « Si Léger tremblement du paysage n’émane pas du collectif pointligneplan, on peut aisément l’apparenter à un cinéma plasticien et de recherche. Philippe Fernandez (...) propose au menu de son premier long-métrage : futurisme bout de ficelle, patascience et ode à la révolution, copernicienne ou non. Un film-objet quelque peu systématique dans son déroulé, mais c’est aussi son principe « narratif » ; puis on doit bien lui reconnaître une fantaisie décalée qui a aussi le mérite d’interroger perception et représentation du monde. » Arnaud Hée, critikat.com[8]

- « Faux film choral construit sur un refus de la dramaturgie, d’une quelconque approche psychologique des personnages devenue, ici, hors de propos, ce premier long métrage de Philippe Fernandez apparaît comme un film de science-fiction décalé et ludique, susceptible - il faut l’espérer - de provoquer un léger tremblement du paysage cinématographique français et de plonger le spectateur dans un état d’heureuse sidération. » Roland Hélié, Evene.fr[9]

- « Ce film relève au moins autant de l'art contemporain que du cinéma (...) le réalisateur élabore une fable singulière, impressionniste et érudite, jamais pesante ni didactique en dépit des apparences. » Didier Roth-Bettoni, Première[10].

- « Pour qui aura le courage et la curiosité d'aller voir Léger tremblement du paysage, film a priori sans qualité selon les canons du spectacle cinématographique, une récompense l'attend : celle d'avoir découvert un autre univers, une autre façon de faire du cinéma, une autre curiosité pour le monde qui nous entoure. » Jacques Mandelbaum, Le Monde.